# Marie-Rose Genoud
Sœur Marie-Rose Genoud est une religieuse ursuline née en 1939 et originaire de Vissoie dans le canton du Valais. Elle gagne le Prix Courage 2009 du Beobachter, après dix ans de combat en faveur de personnes requérantes d'asile.

## Biographie
Née en Valais, Sœur Marie-Rose Genoud, ursuline à Sion, s'engage dans l'accompagnement et la formation des requérants d'asile en Valais. Elle gagne le Prix Courage 2009 du Beobachter,, doté de CHF 25 000, après dix ans de combat en faveur de requérants d'asile. Dès 1998, elle soutient en effet que l'État du Valais les spolie d'une partie de l'argent qui leur est dû. En 2008, le Tribunal administratif fédéral lui donne raison.
En juin 2014, cette religieuse surprend en abordant la question de la liberté de choix concernant la fin de vie, prenant position pour Exit.

## Droits des personnes qui demandent l'asile
Dès 1998, Sœur Marie-Rose Genoud s'aperçoit que les personnes requérantes d'asile qu'elle visite régulièrement dans le Valais ont été victimes d'un abus sur le plan financier. En effet, l'administration cantonale a procédé à des retenues sur le salaire de celles qui exercent une activité lucrative, à titre de remboursement des frais d'assistance. Or cette somme est indue, des prélèvements prévus par la législation sur l'asile étant déjà effectués par la Confédération à partir de 1992. Le double prélèvement durera cependant jusqu'en 1996.
Bien décidée à faire reconnaître le droit des lésés, Sœur Marie-Rose est progressivement soutenue dans son combat par plusieurs personnalités valaisannes, dont le conseiller national Stéphane Rossini (PS/VS), l'ex-chancelier de la Confédération François Couchepin, la députée de l'Alliance de Gauche Véronique Barras et le député PDC Laurent Léger. Un comité élargi de 111 membres soutient leur démarche.
Une expertise indépendante et neutre est requise auprès du Conseil d'État en août 2007, ainsi que le dédommagement des requérants lésés. En mars 2008, un arrêt du Tribunal administratif fédéral (TAF) donne partiellement raison à la détermination de Sœur Marie-Rose en admettant le recours d'un requérant lésé, contre l'Office des migrations (ODM). L'expert neutre mandaté conjointement par l'État du Valais et les défenseurs des requérants d'asile, Maître Thierry Béguin, rend son rapport en avril 2009. Il y relève la légitimité de la démarche entreprise par Sœur Marie-Rose et approuve la demande faire au canton de dédommager les victimes. Le conseiller d'État socialiste alors responsable du dossier, Thomas Burgener, fait son mea culpa et accepte de procéder au remboursement des personnes lésées.
Le Prix Courage 2009 du Beobachter est attribué à Marie-Rose Genoud pour son courage et sa détermination à obtenir la justice au cours de dix années de lutte contre le Gouvernement valaisan.

## Soutien à Exit
En juin 2014, Sœur Marie-Rose Genoud envoie un courrier des lecteurs à l'Écho magazine et au Nouvelliste. Elle y affiche son soutien à Exit et aux personnes qui choisissent de faire appel à cette association.
Elle s'exprime à nouveau en février 2016, alors qu'un débat aura lieu en mars au parlement cantonal sur la question de légiférer ou non sur le suicide assisté. Elle défend la liberté pour chaque être humain d'assumer ses choix, provoquant de nombreuses réactions, souvent positives, et la désapprobation de l'évêque de Sion, Mgr Lovey.